# Danse traditionnelle géorgienne

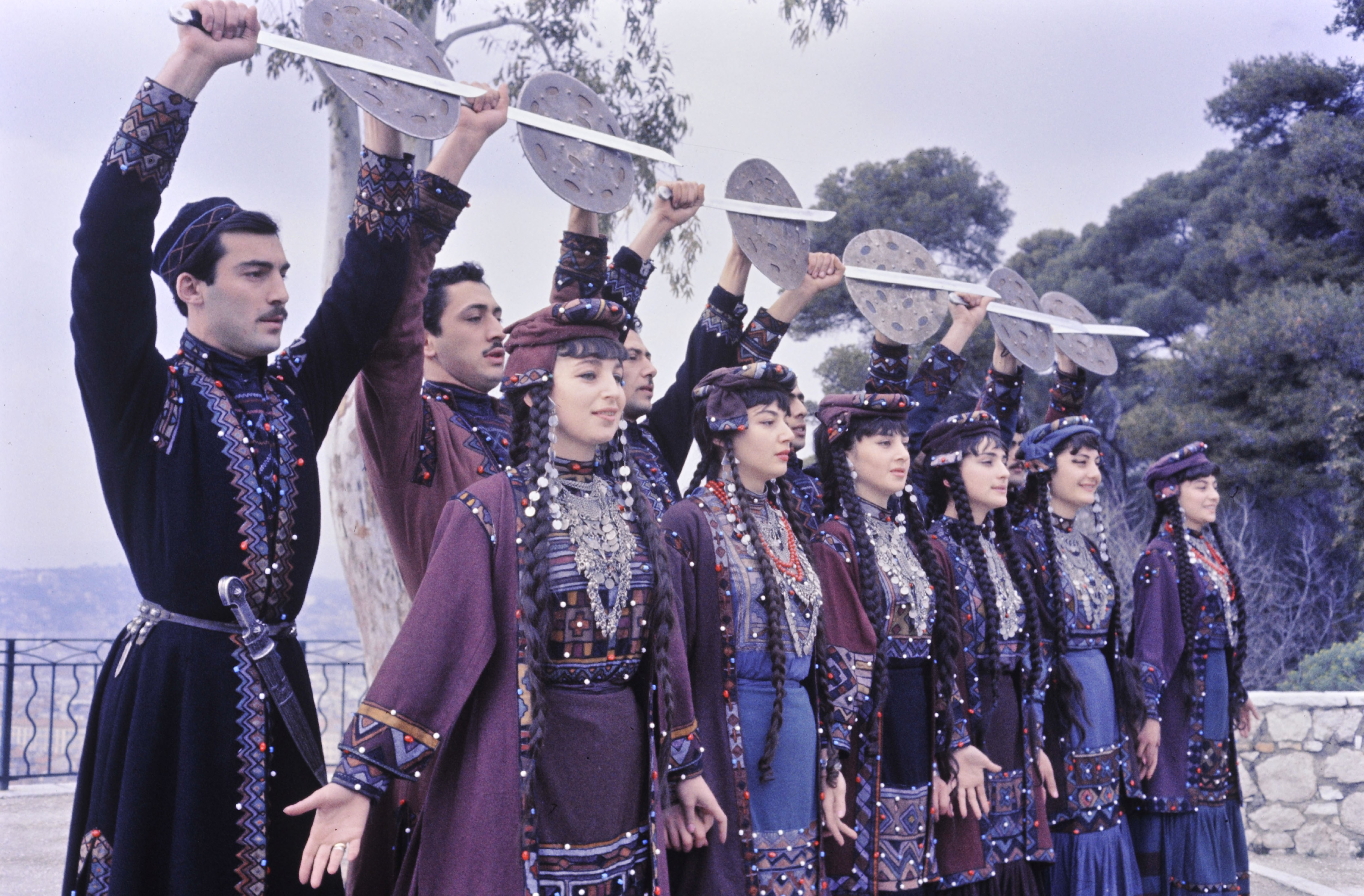
Danseurs avec épées et boucliers

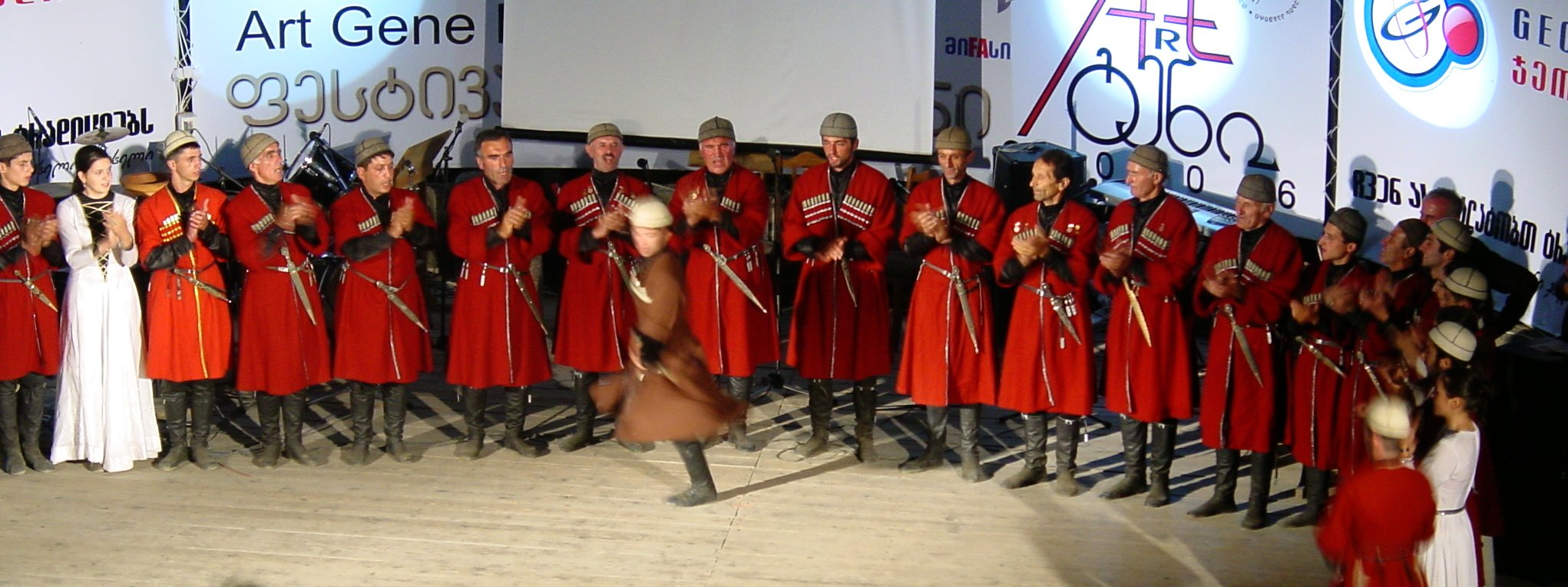
Danseur svane

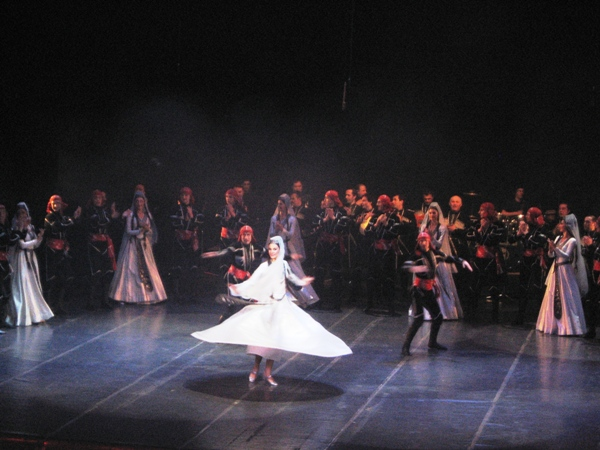
Danseuse adjare

La danse traditionnelle géorgienne est née à l’intersection de deux mondes culturels, l'européen et l'asiatique : ses racines remontent à l'ère préchrétienne. Malgré les invasions successives, mongoles, perses, ottomanes et russes, elle a su conserver ses caractéristiques propres.

## L’histoire
Les fouilles archéologiques de Trialeti, en Géorgie centrale, effectuées au XXe siècle, ont conduit à la découverte de représentation de danses rituelles exécutées par des chasseurs en l’honneur des dieux durant le IIe millénaire av. J.-C. Plus récemment, les fouilles d’Armatsikhe (anciennement Baguineti) ont mis au jour des figures de danseuses sur une plaque d’os datant du VIIe siècle av. J.-C..
Les danses portent souvent un nom dérivé des régions où elles sont nées, comme Adjarouli (Adjarie), Kazbegouri  (Kazbegui), Khevsoulouri (Khevsourétie), Mtioulouri (Mtioulétie), Ratchouli (Ratcha), Svanouri (Svanétie), et parfois d’une profession, comme Kintouri pour les Kintos, les vendeurs nomades de Tbilissi.

### Production de spectacles à l'étranger
Au XXe siècle, deux troupes de ballet ont porté les danses traditionnelles géorgiennes sur les 5 continents, le Ballet national de Géorgie Soukhichvili— fondé en 1945 par Iliko Soukhichvili et Nino Ramichvili — et l'Ensemble Erisioni— fondé comme troupe amateur en 1885 et qui donna naissance durant les années 1990 au spectacle Georgian Legend sous l'impulsion de Jim Lowe et de Pascal Jourdan —; elles perdurent aujourd'hui en parallèle avec de nouvelles compagnies comme l'Ensemble Rustavi ou plus récemment le Ballet national royal de Géorgie.

### Patrimoine culturel immatériel en France
Le ministère français de la Culture inclut le 7 février 2019 les danses géorgiennes dans l'inventaire du patrimoine culturel immatériel en France, à partir d'un travail documentaire réalisé par Simone Tortoriello et l'association Ïle-du-Monde, en reconnaissance de l'apport qu'elles ont représenté en Île-de-France depuis près d'un siècle. En effet les émigrations géorgiennes, politiques durant les années 1920 et 1940, économiques au XXIe siècle, ont favorisé la création de troupes amateurs en Asie mineure, en Europe et aux États-Unis. Pour la région parisienne, dans l'immédiat après guerre, deux chorégraphes géorgiens exilés, Chota Abachidzé (1915-1995) et Sergo Kokhréidzé forment la 1re génération d'origine géorgienne, née en France, et produisent des spectacles aux fêtes communautaires. Au début des années 1970, Pierre-Alexis Kobakhidzé forme à son tour une quarantaine de personnes et produit des spectacles semi-professionnels — dans le cadre de Musigrains —. Depuis les années 2000, Lali Djashiashvili, Beka Noniashvili et Irakli Oboladze — dans le cadre du Centre culturel géorgien Lazi — et Sergo Kleri — dans le cadre de l'Ensemble Tamarionni issu de la Paroisse orthodoxe géorgienne Sainte-Tamar de Villeneuve-Saint-Georges — forment et produisent des spectacles associatifs. Depuis les années 2010, Zurab Tsutskiridze, un ancien professionnel de ballet géorgien, forme — dans le cadre du Studio de danse géorgienne Deisi — les jeunes générations à Paris, Strasbourg, Lyon, Valence et Nice.

## La musique
Les danses sont accompagnées par les instruments de la musique traditionnelle géorgienne, à cordes comme le pandouri (luth à trois cordes), le tchongouri  (luth à quatre cordes), à vent comme le salamouri (flûte à bec) ou le doudouki (hautbois), à percussion comme le doli (tambour à double face pratiqué avec les mains), ou le garmoni (sorte d’accordéon) introduit au XIXe siècle.

## Les costumes
Pour les femmes, les longues robes de style médiéval sont destinées à dissimuler les mouvements de pieds, participant à l’impression de glissement sur le sol ;  l’accentuation de la taille, les manches et les coiffes sont quant à elles destinées à souligner le maintien du haut du corps et de la tête, ainsi que la grâce des gestes attendus.  Pour les hommes, le costume est une tenue de guerre : il est composé d’un tchokha à cartouchières, serré par un ceinturon portant un poignard — le khandjali —, un pantalon et des bottes — permettant  les pointes, pratiquées dans la plupart des danses —, le tout couronné d’un bonnet parfois de fourrure. Chaque région géorgienne propose des robes ou des costumes spécifiques, notamment les régions montagneuses et l’Adjarie.

## Liste alphabétique des danses géorgiennes

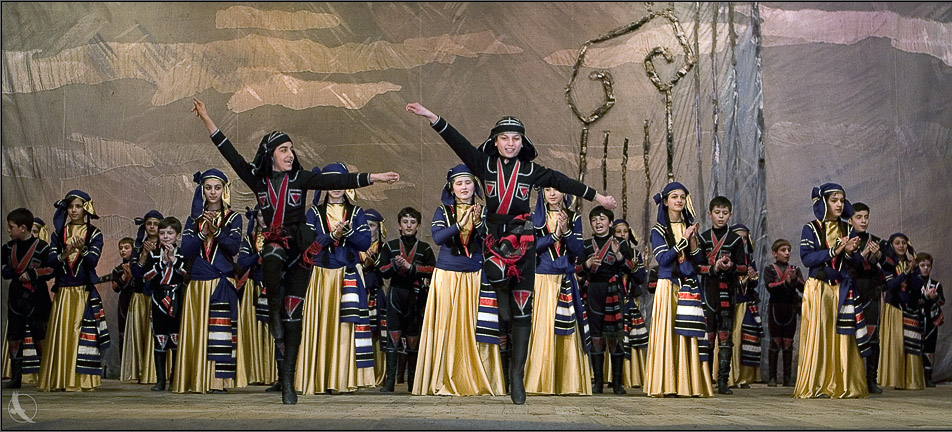
Danse d’Adjarie

### Adjaruli
La danse Adjaruli (en géorgien : აჭარული, « adjarienne ») est une danse de la région d’Adjarie. Elle est exécutée dans une ambiance enjouée, mettant en scène des femmes et des hommes aux costumes colorés, dans laquelle le flirt et la légèreté insufflent un sentiment de bonheur.

### Bagdadouri
La danse Bagdadouri (ბაღდადური) est une danse citadine, apparue au XIXe siècle, et inspirée d'anciennes danses populaires.

### Davlouri

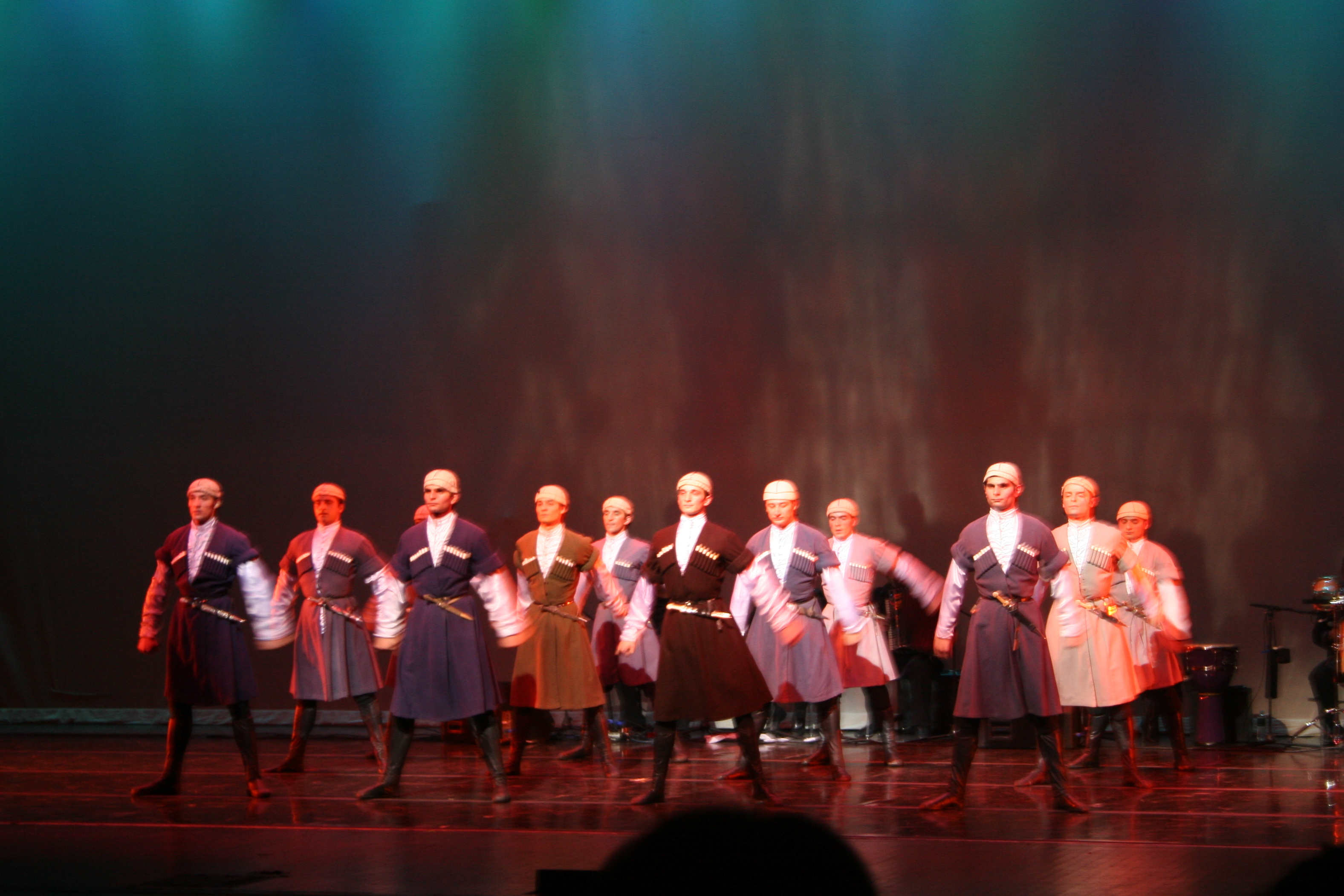
Danse Davlouri.

La danse Davlouri (დავლური) était pratiquée par l’aristocratie citadine. Elle est interprétée en couples, et la gestuelle est moins compliquée que dans d’autres danses.

### Djeirani
La danse Djeirani (ჯეირანი) symbolise un épisode de chasse à la biche.

### Kartouli

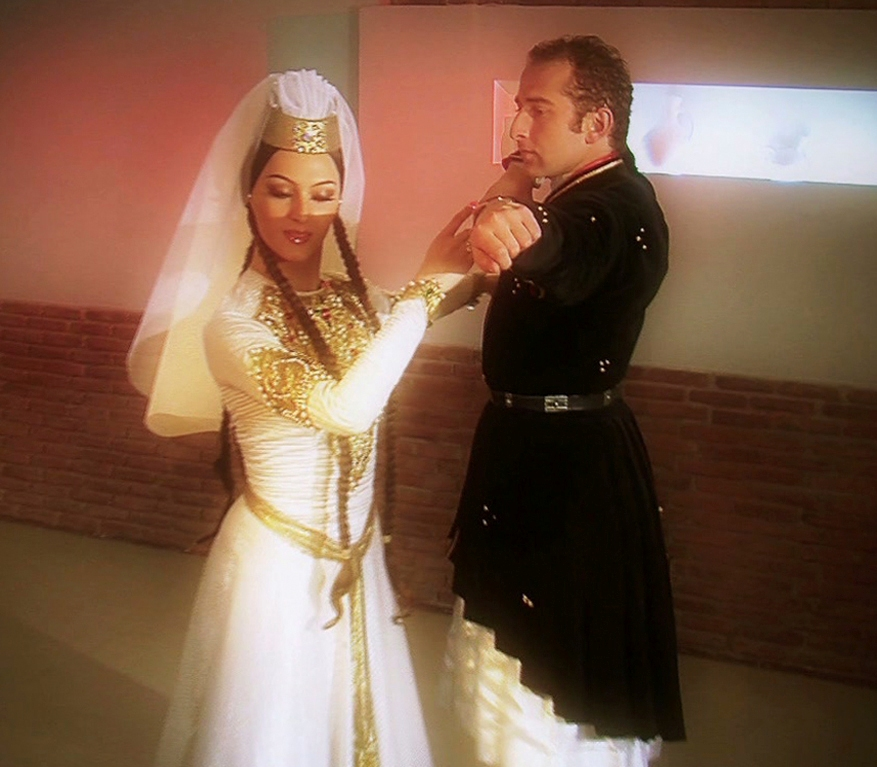
Danse Kartouli.

La danse Tsekva kartouli (ქართული, « géorgienne ») est la danse traditionnelle par excellence et probablement l’une des plus romantiques : elle évoque le mariage. Elle est interprétée par un couple de danseurs, met en valeur la douceur et la grâce féminines ainsi que la dignité et l'amour masculins. L’homme manifeste son respect en ne touchant pas la femme et en se maintenant à une certaine distance ; il concentre ses yeux sur sa partenaire comme si elle était la seule femme au monde ; Il garde le haut de son corps immobile à tout moment. La femme garde les yeux baissés et glisse sur le sol comme un cygne sur la surface d'un lac. Le plus grand talent nécessaire au Kartuli lui a valu la réputation d'être l'une des plus difficiles. Ses plus grands interprètes du XXe siècle furent Nino Ramichvili et Iliko Soukhichvili d’une part, Iamze Dolaberidze et Pridon Soulaberidze d’autre part.

### Kazbegouri
La danse Kazbegouri (ყაზბეგური) est une danse de la région des monts Kazbeghi, située au Nord de la Géorgie. Elle est interprétée par des hommes aux gestes vigoureux et rigoureux, dans une atmosphère froide, non sans rappeler le contexte montagnard,.

### Khandjlouri
La danse Khandjlouri (ხანჯლური) est basée sur la compétition entre les hommes et leur excellence à manier les poignards. Elle tient son nom des poignards traditionnels, les khandjali. Des bergers se mesurent entre eux : ils manient avec dextérité ces instruments dangereux et s’évertuent à démontrer qu’ils sont les meilleurs à tour de rôle.

### Karatchokheli
La danse Karatchokheli (ყარაჩოხელი) illustre la vie d’un artisan de la ville, aimant le travail, la vie, le vin et les belles femmes.

### Khevsourouli

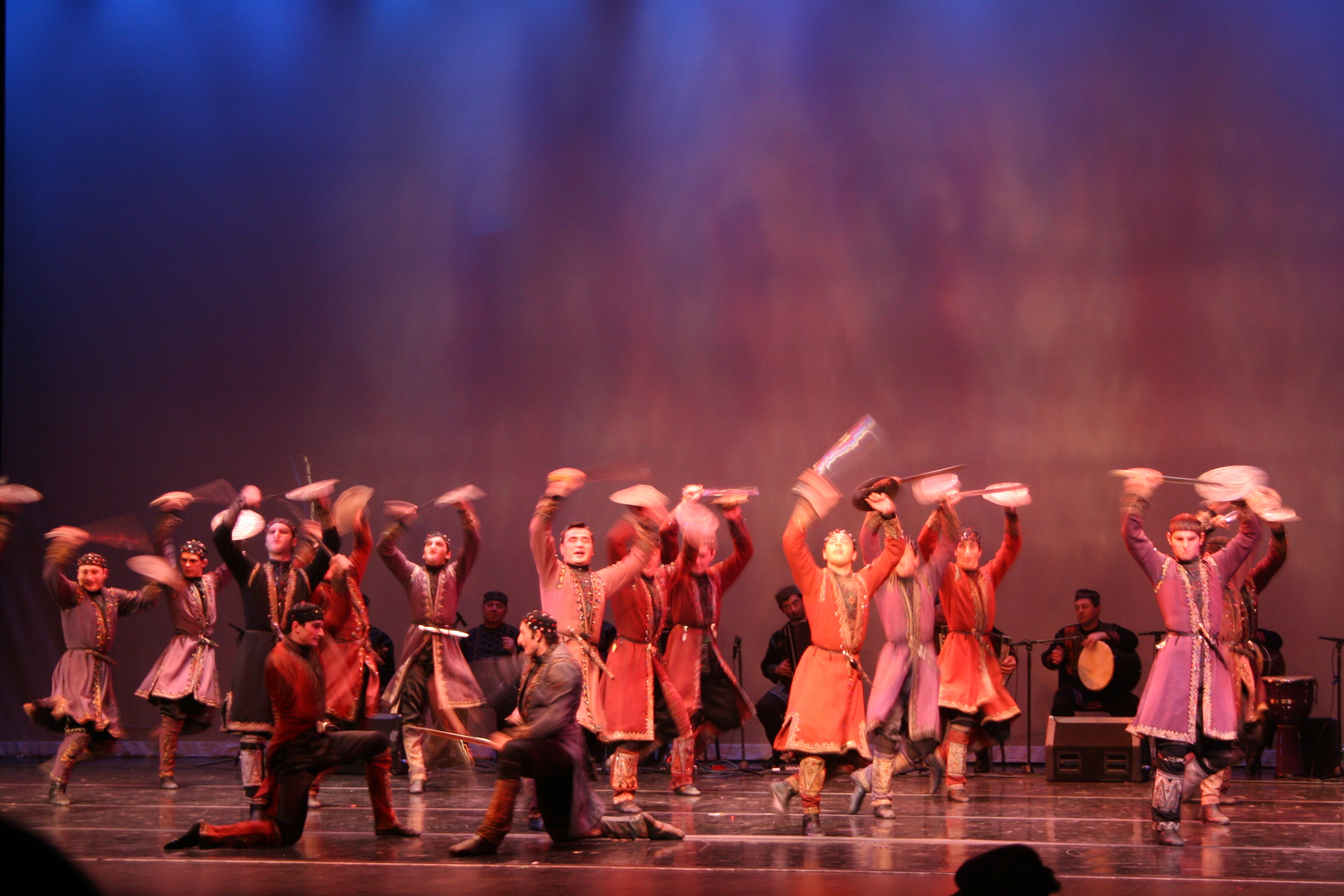
Danse de Khevsourétie.

La danse Khevsourouli (ხევსურული, « khevsourienne ») vient de la région montagneuse de Khevsourétie, située au Nord de la Géorgie. La danse commence par une idylle entre deux jeunes gens ; de manière inattendue, un deuxième jeune homme apparaît, cherchant également la main de la jeune femme. Un conflit éclate et se transforme en lutte acharnée entre les deux hommes. Leurs partisans interviennent. Le combat s’arrête lorsque la jeune femme jette son voile sur les combattants, mais reprend dès qu’elle quitte les lieux. Les deux camps s’attaquent violemment avec des épées et se défendent avec des boucliers. Dès qu’une femme entre en scène et jette son voile, le combat s’interrompt à nouveau. La dernière scène reste ouverte, personne ne connaitra l’issue de la danse.

### Khorumi

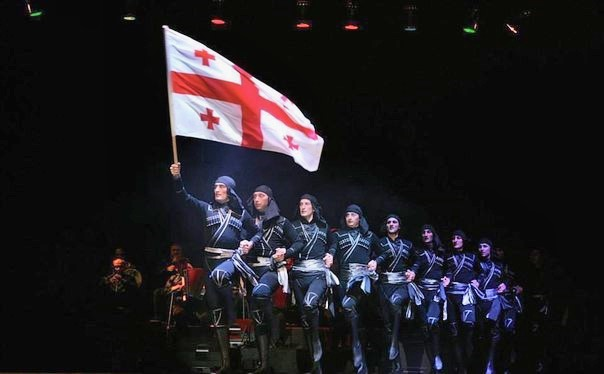
Danse khorumi.

La danse khorumi (ხორუმი) est une danse de guerre de la région d’Adjarie, située au Sud-Ouest de la Géorgie. À l’origine elle était interprétée par quelques danseurs ; aujourd’hui les troupes professionnelles contemporaines réunissent plusieurs dizaines d’interprètes afin d’accentuer l’aspect militaire de la chorégraphie. Lors d’un prélude quelques hommes recherchent un lieu de campement et la présence ennemie. Ils appellent ensuite l’armée sur le champ de bataille pour le combat : la rectitude des lignes symbolise la force et le courage. La victoire est ensuite célébrée. Le khorumi illustre la tradition militaire géorgienne, perpétuée depuis plus de deux millénaires, et sans cesse renouvelée.

### Kintoouri
La danse Kintoouri (კინტოური) — prononcé kinto-ouri — est une danse de la vieille ville de Tiflis : elle tient son nom des vendeurs nomades, les Kintos. Ces derniers, habillés de noir, vêtus de pantalons amples, portaient leurs marchandises sur la tête et tiraient un châle de soie de leur ceinture pour peser fruits et légumes ; ils avaient la réputation d’être rusés et enjôleurs. La danse décrit la vie de la ville et le comportement des Kintos.

### Mkhedrouli
La danse Mkhedrouli est une danse de cavaliers, dont le tempo s’accélère. Les jambes du cavalier imitent les mouvements rapides du cheval, les mouvements du corps et des bras imitent la bataille avec l'ennemi. Elle est l’une des plus violentes danses géorgiennes.

### Mtioulouri

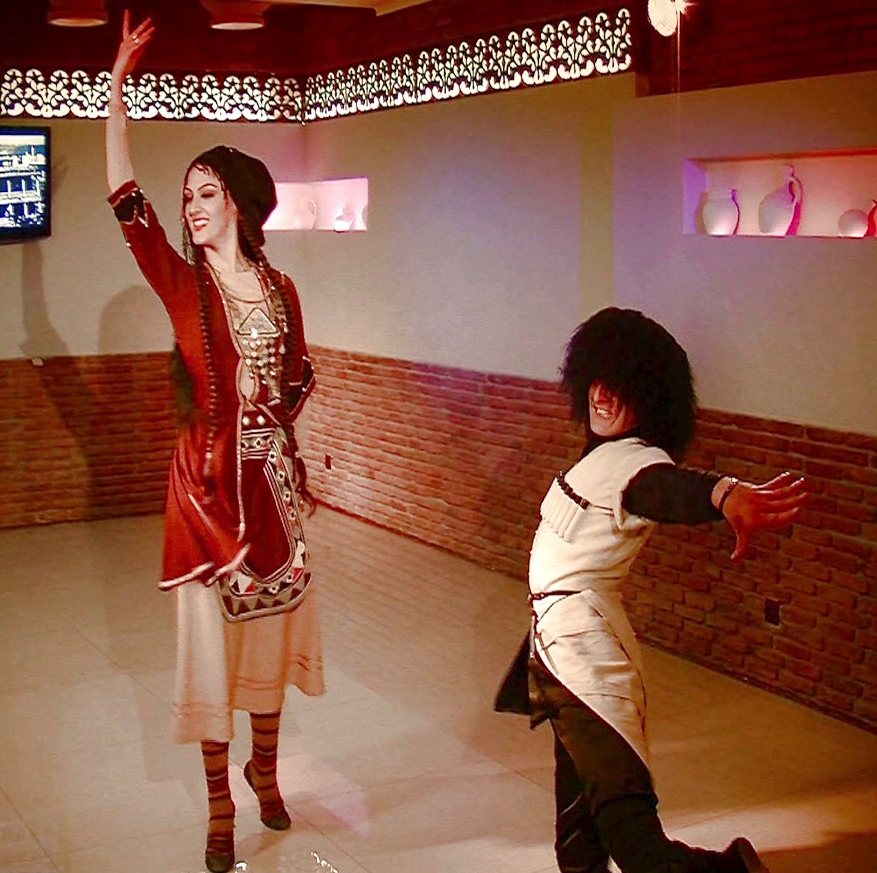
Danse de Mtioulétie.

La danse Mtioulouri (მთიულური) vient de la région montagneuse de Mtioulétie, située au Nord de la Géorgie. Elle illustre la compétition entre deux groupes d’hommes, célébrant l’habileté et l’adresse.

### Partsa
La danse Partsa (ფარცა) est une danse de la région de Gourie, située au Sud-Ouest de la Géorgie. Elle se caractérise par un rythme rapide, des couleurs vives et une ambiance festive.

### Samaia
La danse Samaia (სამაია) est une danse géorgienne de l’époque païenne, qui a ensuite évolué pour célébrer la gloire de la reine Tamar, souveraine d’un très grand royaume de Géorgie. La danse est interprétée par trois femmes, représentant la jeune princesse, la mère sage et la puissante reine ; ces trois images sont réunies dans des mouvements simples, doux et gracieux et tendent à créer une atmosphère de beauté.

### Simdi et Khonga

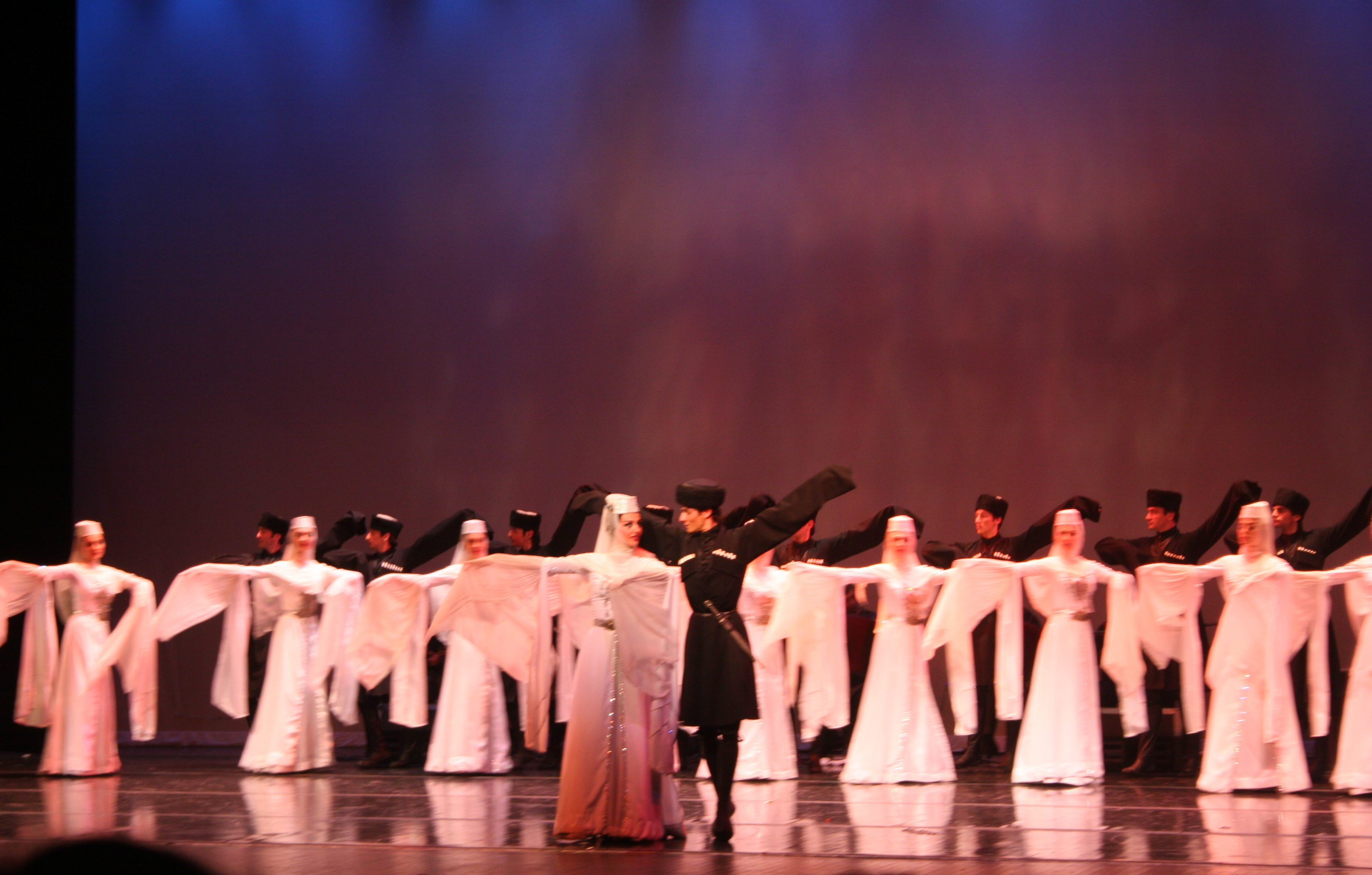
Danse Simdi.

Les danses Simdi et Khonga sont des danses ossètes. Les costumes se distinguent par des manches longues et les coiffures par leur élévation. Le Simdi est interprété par de nombreux couples. Le Khonga est une danse de mariage, mettant en scène un nombre limité de couples : les hommes dansent sur des demi-pointes.

### Autres danses traditionnelles
Le Svanouri, pratiqué en chantant, comporte des figures chorégraphiques particulières. Le Lekouri était une danse caucasienne ancienne, ayant donné des variantes géorgiennes,. La Lezginka est une danse nord-caucasienne, peu pratiquée sur le territoire géorgien.